# Eudactylina corrugata
Eudactylina corrugata är en kräftdjursart som beskrevs av Bere 1930. Eudactylina corrugata ingår i släktet Eudactylina och familjen Eudactylinidae. Inga underarter finns listade i Catalogue of Life.